# Koropiec (gmina)
Koropiec – dawna gmina wiejska w powiecie buczackim województwa tarnopolskiego II Rzeczypospolitej. Siedzibą gminy był Koropiec.
Gminę utworzono 1 sierpnia 1934 r. w ramach reformy na podstawie ustawy scaleniowej z dotychczasowych gmin wiejskich: Koropiec, Nowosiółka Koropiecka, Ostra, Puźniki i Zalesie Koropieckie, przekształcając je w gromady, czyli składowe gminy. 20 września 1934 z gromady Koropiec wyodrębniono szóstą gromadę gminy, Werbka.
Od września 1939 do lipca 1941 gmina znajdowała się pod okupacją ZSRR, a 1 sierpnia 1941 weszła w skład Generalnego Gubernatorstwa i nowo utworzonego dystryktu Galicja; przyłączono wówczas do niej gromady Porchowa i Zubrzec ze zniesionej gminy Zubrzec (należącą przed wojną również do powiatu buczackiego w woj. tarnopolskim), a także gromadę Horyhlady z gminy Olesza, należącej przed wojną do powiatu tłumackiego w woj. stanisławowskim. Gmina przynależała odtąd do powiatu czortkowskiego (Kreishauptmannschaft Czortków). W 1943 roku gmina składała się z ośmiu gromad (Hoyhlady, Koropiec, Nowosiółka Koropiecka, Ostra, Puźniki, Werbka, Zalesie Koropieckie i Zubrzec) i liczyła 16.366 mieszkańców.
Po II wojnie światowej obszar gminy znalazł się w ZSRR.